# Pardosa odenwalli
Pardosa odenwalli är en spindelart som beskrevs av Sternbergs 1979. Pardosa odenwalli ingår i släktet Pardosa och familjen vargspindlar. Inga underarter finns listade i Catalogue of Life.